# Antonio Espinós
Antonio Espinós Ortueta (Bilbao, 13 ottobre 1947) è un dirigente sportivo spagnolo di origine basca.
Dopo un passato da karateka ha intrapreso la carriera di dirigente sportivo. Attualmente è il presidente della WKF e della EKF.